# I2030
Das Projekt i2030 ist ein Gemeinschaftsprojekt der Länder Berlin und Brandenburg und des Verkehrsverbunds Berlin-Brandenburg (VBB) mit DB Netze und der Niederbarnimer Eisenbahn AG (NEB) zur Verbesserung der Schieneninfrastruktur in der Region um Berlin.

## Ziel und Zweck
Die Länder Berlin und Brandenburg planen mit DB Netze, NEB AG und VBB im Projekt i2030 die Schieneninfrastruktur für die Hauptstadtregion Berlin-Brandenburg. Ziel ist die Bereitstellung einer geeigneten Infrastruktur für ein wachsendes Zugangebot. Die entsprechende Rahmenvereinbarung mit DB Netze wurde im Oktober 2017 von der Berliner Verkehrssenatorin Regine Günther, der brandenburgischen Verkehrsministerin Kathrin Schneider und DB-Vorstandsmitglied Ronald Pofalla unterzeichnet. Eine Planungsvereinbarung für die Heidekrautbahn wurde im Januar 2019 von gleichen Ministerinnen und NEB-AG-Vorstand Detlef Bröcker unterschrieben. Im April 2020 folgte die Finanzierungsvereinbarung in Höhe von rund 16 Millionen Euro für die Vor-, Entwurfs- und Genehmigungsplanung der S-Bahn-Verlängerung nach Rangsdorf.
Für die Finanzierung der i2030-Maßnahmen wird eine Förderung gemäß Gemeindeverkehrsfinanzierungsgesetz angestrebt.
Es sollen schnellere Verbindungen, pünktlichere Züge und mehr Platz in den Bahnen geschaffen werden.

## Teilprojekte
Im Projekt i2030 wurden acht Teilprojekte im Schienennetz der Hauptstadtregion definiert, in denen Aus- und Neubaubedarf besteht:
Bis auf die Heidekrautbahn, für die die Niederbarnimer Eisenbahn AG als Eisenbahninfrastrukturunternehmen zuständig ist, liegen die Teilprojekte im Schienennetz der DB Netze.

### West: Berlin-Spandau – Nauen
Im Korridor Berlin-Spandau – Falkensee wird sowohl ein Ausbau des Regional- als auch des S-Bahn-Verkehrs geplant. Der Bahnhof Berlin-Spandau muss wegen Kapazitätsengpässen und einer absehbaren Zunahme des Fernverkehrs erweitert werden, hierzu ist die Errichtung eines zusätzlichen Bahnsteigs auf der Südseite bis 2035 vorgesehen. Durch Anpassung des Gleisbelegungsplans soll nach Möglichkeit bereits früher ein dichterer Regionalbahntakt realisiert werden. Auf der Westseite des Bahnhofs wird ein weiteres Kreuzungsbauwerk untersucht, um die Verkehre der Hamburger und der Lehrter Bahn behinderungsfrei einführen zu können. Für die S-Bahn wird sowohl eine Verlängerung bis Finkenkrug als auch ein Abzweig ins Falkenhagener Feld untersucht. Im Oktober 2020 schrieb die Deutsche Bahn Planungsleistungen für die oberirdische Vorplanung sowie für eine Machbarkeitsstudie für einen S-Bahn-Tunnel aus.
Insgesamt sind auf der Bahnstrecke Berlin-Hamburg zwischen Spandau und Nauen bis zu vier Fernbahn- und zwei S-Bahn-Gleise vorgesehen. Nach Nauen soll neben den bestehenden Linien eine Expresslinie eingerichtet werden. Die Bahnhöfe Seegefeld und Albrechtshof sollen künftig nur noch von der S-Bahn bedient werden, die eine Verlängerung bis Finkenkrug erhalten soll. Zwischen Albrechtshof und Spandau ist zudem ein Halt am Klosterbuschweg geplant. Kurz vor diesem wird ein Abzweig zum Falkenhagener Feld mit Zwischenhalt an der Seegefelder Straße untersucht.
Laut einer vom VBB in Auftrag gegebenen Erstabschätzung des Nutzen-Kosten-Indikators, liegt dieser bei wirtschaftlichen 1,53 für das Gesamtprojekt der S-Bahn-Verlängerung von Spandau nach Falkensee und ins Falkenhagener Feld. In der Einzelbetrachtung ergeben sich dabei große Unterschiede, die Verlängerung ins Falkenhagener Feld erreicht wegen Einsparung im Busverkehr einen Wert von 2,56, die nach Falkensee dagegen nur 0,66.

### Nord-West: Prignitz-Express/Velten
Der Abschnitt Velten – Neuruppin soll für einen 30-Minuten-Takt des Prignitz-Expresses abschnittsweise zweigleisig ausgebaut werden. Laut einer vom VBB in Auftrag gegebenen Erstabschätzung des Nutzen-Kosten-Indikators beträgt dieser einer Wert über 1 (und ist damit wirtschaftlich). Auch die S-Bahn-Strecke zwischen Berlin-Schönholz und Berlin-Tegel soll zweigleisig ausgebaut und ein neuer Haltepunkt Berlin-Borsigwalde errichtet werden.
Zur Durchbindung des Prignitz-Expresses auf direktem Wege nach Berlin-Gesundbrunnen wurde – mit Zwischenhalt in Tegel – die Errichtung eines separaten Fernbahngleises angestrebt, später aber aus Kostengründen wieder verworfen. Stattdessen ist mit dem Eisenbahn-Infrastrukturprojekt i2030 jetzt eine direkte Berlin-Anbindung des Prignitz-Expresses von Velten über die neu zu bauende Verbindungskurve zum BAR Richtung Hohen Neuendorf ohne Anfahrt des Bahnhofs Hennigsdorf geplant und soll ab 2030 verwirklicht werden.
Weiterhin wird die Verlängerung der S-Bahn von Hennigsdorf nach Velten untersucht. Hier ergab die Erstabschätzung des Nutzen-Kosten-Indikators einen Wert von 1,2. Dies ist derzeit in den Planungen innerhalb des Projektes i2030 (im Teilabschnitt „Planungen PEX Süd“) und soll ab 2030 verwirklicht werden.

### Nord: Nordbahn/Heidekrautbahn
Die Stammstrecke der Heidekrautbahn zwischen Berlin-Wilhelmsruh und Basdorf soll reaktiviert werden. In einem zweiten Schritt ist eine Durchbindung der Züge entlang der Berliner Nordbahn bis Berlin-Gesundbrunnen vorgesehen, deren entsprechender Abschnitt hierfür wiederaufgebaut werden muss. Weiterhin ist der Umbau des Bahnhofs Birkenwerder geplant, um für den Regionalverkehr einen separaten (von der S-Bahn unabhängigen) Bahnsteig zu errichten.

### Süd-Ost: Berlin – Cottbus/Bahnhof Königs Wusterhausen
Auf der Bahnstrecke Berlin–Görlitz soll der Abschnitt Lübbenau – Cottbus zweigleisig ausgebaut werden. Hierfür wurde Baurecht beantragt, ein Planfeststellungsbeschluss wird bis 2023 erwartet. Durch Umbau des Nordkopfs des Bahnhofs Königs Wusterhausen sollen Konflikte zwischen S-Bahn und Fernbahn infolge von Gleiskreuzungen minimiert werden, der Planfeststellungsbeschluss hierfür soll 2022[veraltet] vorliegen. Für den anschließenden kompletten Umbau des Bahnhofs werden mehrere Varianten geprüft.

### Süd: Berlin – Dresden/Rangsdorf
Auf der Bahnstrecke Berlin–Dresden sollte die S-Bahn von Blankenfelde bis Rangsdorf verlängert und mit einer zusätzlichen Station am Gewerbegebiet südlich von Dahlewitz ausgestattet werden. Der Regionalbahnhalt in Dahlewitz sollte zu Gunsten der S-Bahn entfallen.
Das Projekt wurde 2022 aufgrund der negativ ausgefallenen Nutzen-Kosten-Untersuchung verworfen.

### Süd-West: Potsdamer Stammbahn
Der Wiederaufbau der Potsdamer Stammbahn wird sowohl als S-Bahn- als auch als Regionalverkehrs-Strecke untersucht. Weiterhin soll Stahnsdorf durch eine Verlängerung der S25 von Teltow Stadt aus angebunden werden. Für das Projekt der Verlängerung der S-Bahnstrecke von Teltow Stadt nach Stahnsdorf ergab die vom VBB in Auftrag gegebene Erstabschätzung des Nutzen-Kosten-Indikators einen Wert von 1,14.

Die Verlängerung der S25 über Teltow-Stadt hinaus nach Stahnsdorf erfordert die Herstellung einer Zweigleisigkeit zwischen Lichterfelde Ost und Südende und die Grunderneuerung der Verkehrsstation Lankwitz. Geplant sind ein neuer Haltepunkt Teltow Iserstraße und der Bahnhof Stahnsdorf an der Sputendorfer Straße. Zwischen den beiden Stationen entsteht eine Abstellanlage für vier S-Bahnzüge, die dann in Stahnsdorf eingesetzt werden können. Für die Verlängerung läuft die Variantenfestlegung (Stand 2024), einschließlich einer möglichen Eingleisigkeit nach Stahnsdorf. Die Strecke ist außerdem für eine Doppelausrüstung mit ZBS und „ATO over ETCS“ vorgesehen, um einen automatisierten Fahrbetrieb testen zu können. Die Planfeststellung kann 2027 beginnen, mit einer Inbetriebnahme frühestens 2032.

### West-Ost: RE1 Magdeburg – Berlin – Eisenhüttenstadt
Die Bahnsteige an der Strecke des RE1 auf Brandenburger Gebiet werden auf 220 Meter verlängert und auf eine Bahnsteighöhe von 76 cm umgebaut. Eine Umsetzung ist bis Mitte der 2020er Jahre vorgesehen.

### S-Bahn Berlin: Auswahl aus ca. 40 Einzelprojekten
Diverse Einzelmaßnahmen zielen auf eine Steigerung der Leistungsfähigkeit und Stabilität des Berliner S-Bahn-Netzes.
Bis Mitte der 2020er Jahre sind die Errichtung zusätzlicher Abstellanlagen und der Einbau einer Weichenverbindung am S-Bahnhof Berlin Hauptbahnhof vorgesehen.

### Siemensbahn: Jungfernheide – Gartenfeld
Die Wiederinbetriebnahme der Siemensbahn wurde nachträglich als i2030-Projekt aufgenommen. Laut einer vom VBB in Auftrag gegebenen Erstabschätzung des Nutzen-Kosten-Indikators beträgt dieser für das Projekt der Wiederinbetriebnahme einen deutlich lohnenden Wert von 1,57, so dass die Strecke bis Gartenfeld nun reaktiviert und im Herbst 2029 wiedereröffnet werden soll.

## Hintergrund und Kritik
Laut den Projektpartnern leben und arbeiten immer mehr Menschen in Berlin und im benachbarten Brandenburg, wollen mobil sein und benutzen dabei die Eisenbahn. Das Angebot in Berlin und Brandenburg müsse mit der steigenden Bevölkerungszahl Schritt halten und sich weiterentwickeln. Da die Kapazitäten für die Zukunft nicht ausreichten, werde in Berlin und Brandenburg in den kommenden Jahren an vielen Stellen in die Verbesserung der Infrastruktur investiert. Im Projekt i2030 wurden mehrere Teilprojekte im Bahnnetz der Hauptstadtregion definiert, in denen Aus- und Neubaubedarf besteht.
Verschiedentlich wurde kritisiert, dass Infrastrukturprojekte trotz des gemeinsamen Projektes i2030 immer noch sehr langsam und zögerlich umgesetzt würden, so etwa bei der S-Bahn nach Velten oder der Potsdamer Stammbahn.
Ergänzend wurde kritisiert, dass sich die Infrastrukturprojekte überwiegend auf den Ausbau bestehender bzw. Reaktivierung stillgelegter Strecken fokussieren. Ein „großer Wurf“, hierbei auch neue Wege und Verbindungen zu überdenken, und beispielsweise die Chance zum (Teil-)Aufbau eines zweiten S-Bahn-Rings in Berlin und dem Umland umzusetzen, wird bereits konzeptionell nicht berücksichtigt. So fehlen zur Verwirklichung eines östlichen zweiten (Teil-)Rings für die mögliche Strecke Oranienburg/Birkenwerder – Grünau/Flughafen BER nur der Zwischenabschnitt ab S-Bahnhof Springpfuhl/Biesdorfer Kreuz bis zum Grünauer Kreuz. Demgegenüber erfolgen aktuell die intensiven Vorarbeiten des Planfeststellungsverfahrens für die exakt parallel zu diesem fehlenden Lückenschluss verlaufenen Straßenanbindung TVO, aus dessen Planungen mangels Interesse und Beteiligung die Bahn-Planungen wieder herausgenommen wurden.